# Leo Wright
Leo Nash Wright (Wichita Falls, 14 december 1933 – Wenen, 4 januari 1991) was een Amerikaanse jazzmuzikant (altsaxofoon, klarinet, fluit).

## Biografie
Na zijn studie aan de San Francisco State University en bij John Hardee had Leo Wright zijn eerste jobs bij Saunders King, Dave Pike en Charles Mingus. Dizzy Gillespie nam de veelzijdige blazer, die de altsaxofoon, de klarinet en alle fluiten even goed beheerste, voor twee jaar van 1959 tot 1961 op in zijn kwintet. In 1963 werkte hij mee aan het album Soul Sisters van de organiste Gloria Coleman. Met Gillespie's bigband toerde hij ook door Europa. Hier werd hij na zijn verhuizing een gevraagd sessie- en bigbandmuzikant. Berlijn werd zijn thuis en vooral de Blue Note Club. De commerciële jobs bij Paul Kuhn in de SFB Big Band en de gastoptredens bij tournees van Amerikaanse collega's verzekerden hem van een inkomen voor de familie en de waardering onder de collega's. Voor plaatopnamen keerde hij vaak terug naar de Verenigde Staten en speelde hij met Brother Jack McDuff, Jimmy Witherspoon, Lalo Schifrin en in het Orchestra U.S.A.
Hij is ook te horen op het in 1968 door Joachim-Ernst Berendt geproduceerde Alto-Summit met Phil Woods, Lee Konitz en Pony Poindexter.

## Privéleven en overlijden
In 1975 trouwde hij in Berlijn met de Weense zangeres en danseres Petronella Vasicek, met wie hij tijdens de jaren 1980 verhuisde aan de Donau. Zijn weduwe is ook tegenwoordig ook nog werkzaam als de jazzzangeres en pedagoge Elly Wright en verbreidt de door Leo Wright verworven kennis rond 'Swing and time and all that Jazz' onder de jongere generatie. Leo Wright overleed in januari 1991 op 57-jarige leeftijd.

## Discografie
- Blues Shout Atlantic LP(SD) (ook verschenen als cd)
- Suddenly the Blues Atlantic LP(SD) (ook verschenen als cd)
- Jazz Live at "Jazz bei Freddy" - (Wunderteam Productions - 1977) met Fritz Pauer, Jimmy Woode, Tony Inzalaco
- Soul Talk Vortex
- Alto Summit (met Lee Konitz, Phil Woods, Pony Poindexter, Steve Kuhn, Palle Danielsson en Jon Christensen) (MPS, ook verschenen als cd)
- Flute + Alt Sax = Leo Wright Amiga (DDR)
- It's all Wright BASF (D)

- Bibliothèque nationale de France: cb139012943 (data)
- Catàleg d'autoritats de noms i títols de Catalunya: 981058526578806706
- CiNii: DA16569199
- Gemeinsame Normdatei: 134561414
- International Standard Name Identifier: 0000 0000 5514 0140
- Library of Congress Control Number: n79085270
- MusicBrainz: 87fc91fe-402b-45d1-b28b-7ae6e80f5ad1
- Nationale Bibliotheek van Israël: 987007416082605171
- Istituto Centrale per il Catalogo Unico: DDSV154546
- Virtual International Authority File: 34644972
- WorldCat: E39PBJpYv6GRvwMmPwX7Frycfq